# Ramaya
Ramaya is een single van Afric Simone. Het is afkomstig van zijn album Ramaya. Het is een disconummer met een Duits sausje. Zowel single als album waren opgenomen in Berlijn. Het is een van de weinige liedjes in de hitparades die in het Swahili gezongen is. Afric Simone kwam in Nederland midden jaren 00 nog met het liedje bij Jos Brink en Jochem van Gelder op de bank in TV Toppers.
Het werd een grote hit in Nederland en België. Daar kwamen ook covers van dit nummer uit. Anja Yelles kwam in 1994 met De soep is aangebrand (met een intro van Johann Sebastian Bach!), André van Duin al in 1975 met Rammen maar. Apelsin uit Estland kwam met Himalaaja.
In het Verenigd Koninkrijk werd het geen hit.

## Hitnotering
In Nederland en België werd Ramaya van de eerste plaats afgehouden door Kamahl met The Elephant Song.

### Nederlandse Top 40
| Positie: | 37 | 18 | 10 | 5 | 3 | 2 | 2 | 3 | 6 | 31 | uit |

### NederlandseNationale Hitparade
| Positie: | 30 | 23 | 23 | 13 | 6 | 4 | 3 | 2 | 2 | 3 | 6 | 17 | uit |

### BelgischeBRT Top 30
| Positie: | 5 | 3 | 5 | 2 | 4 | 5 | 6 | 17 | 23 | uit |

### VlaamseUltratop 30
| Positie: | 28 | 9 | 4 | 3 | 3 | 3 | 4 | 9 | 15 | 23 | uit |

### NPO Radio 2 Top 2000
Ramaya stond alleen in 2001 in de NPO Radio 2 Top 2000, op plek 1877.